# Пе-Гор
Пе-Гор — додинастичний фараон Верхнього царства Стародавнього Єгипту, який царював близько 3064 — 3055 років до н. е. Згадка про нього міститься у нижній частині Палермського каменю.

## Життєпис
Як витікає з імені правителя, він, як і його попередники та спадкоємці, належав до культу шанувальників бога Гора. Пе-Хор — букв. зведений (поставлений?) Гором.
Про життя та діяльність фараона нічого невідомо. Похований в Абідосі.